# Festival Augenblick

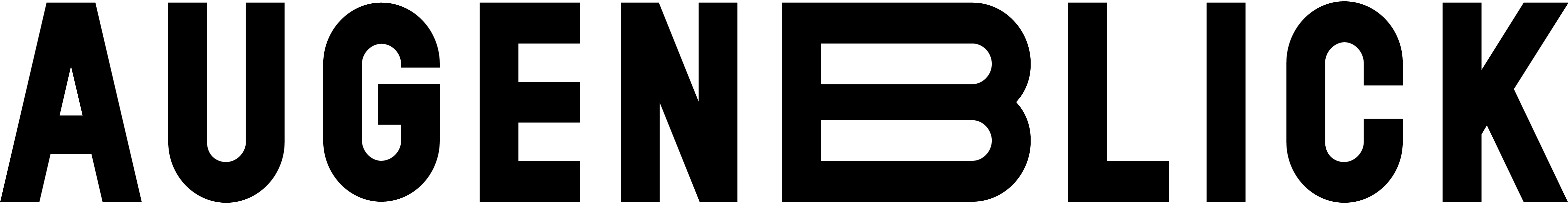
Das Logo des Festivals

Das Festival Augenblick ist ein französisches Filmfestival mit Sitz in Straßburg, das seit 2005 jährlich in der Region Grand Est stattfindet und deutschsprachige Filme zeigt.

## Profil
Das Festival Augenblick findet jedes Jahr im November im Elsass und der Region Grand Est statt und konzentriert sich auf das deutschsprachige Kino. Das Filmfestival wurde im Jahr 2005 gegründet und vom Verein Alsace Cinémas (zu Le RECIT umbenannt) ins Leben gerufen. Es zielt darauf ab, europäische Filme hauptsächlich aus Deutschland, Österreich und der Schweiz einem breiten Publikum in Frankreich zugänglich zu machen und zeigt dabei aktuelle Filme wie auch Klassiker, sowohl Werke etablierter Filmschaffender als auch Filme junger, aufstrebender Talente.
Ein erklärtes Ziel des Festivals ist die Förderung des kulturellen Austauschs zwischen den deutschsprachigen Ländern und Frankreich. Es zählt jährlich mehr als 50.000 Zuschauer und findet in über 45 Vorführorten und unabhängigen französischen Kinosälen im Elsass und Lothringen statt.
Neben den Filmvorführungen bietet das Filmfestival verschiedene Rahmenveranstaltungen an, darunter Diskussionen, Workshops, Meisterklassen und Programmpunkte zur Filmbildung. Ein besonderer Fokus liegt dabei auf der Vernetzung der europäischen Filmbranche und der Förderung des deutschsprachigen und französischen Filmnachwuchses: Junge Produzenten und Filmhochschulabsolventen kommen dabei gezielt mit etablierten Filmfachleuten, Verleihern, Produktionsfirmen und Weltvertrieben in den Austausch.
Aktuelle Künstlerische Leiterin des Festivals ist Sadia Robein.

## Sektionen und Preise
Es gibt zwei Sektionen: den Wettbewerb für den besten Film und den besten Kurzfilm. Der Wettbewerb für den besten Film endet mit der Verleihung von vier Auszeichnungen: Dem Preis der Fachjury (dotiert mit 2000 Euro), verliehen von einer Jury europäischer Filmfachleute, dem „Preis junger europäischer ProduzentInnen“ (dotiert mit 1500 Euro), dem Publikumspreis, und dem Preis des jungen Publikums (verliehen von den Zuschauern zwischen 15 und 20 Jahren).

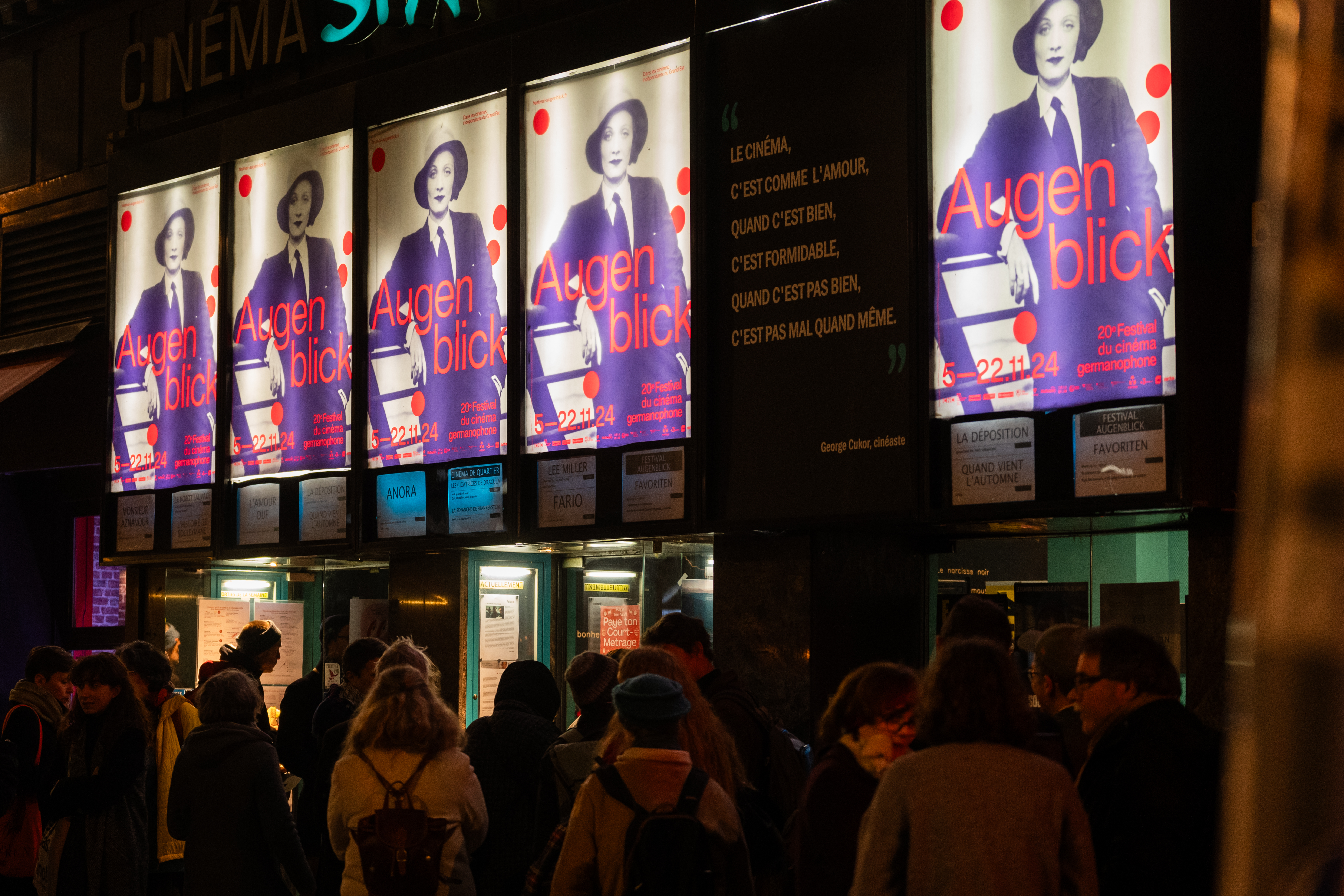
Die Eröffnung des Festivals 2024 in Straßburg. Das Plakat zeigt eine Fotografie von Marlene Dietrich

Mit dem Preis der Fachjury ausgezeichnet wurden bisher:
2024: Rickerl – Musik is höchstens a Hobby von Adrian Goiginger
2023: Letzter Abend von Lukas Nathrath
2022: Drii Winter von Michael Koch
2021: Glück von Henrika Kull
2019: Oray von Mehmet Akif Büyükatalay
2018: Styx von Wolfgang Fischer
2017: Western von Valeska Griesebach
2016: Unter dem Sand – Das Versprechen der Freiheit von Martin Zandvliet
2015: Superwelt von Karl Markovics
2014: Amour Fou von Jessica Hausner
2013: Vergiss mein nicht von David Sieveking
2012: Die Wand von Julian Pölsler
2011: Alle meine Väter von Jan Raiber
2010: Novemberkind von Christian Schwochow

## Gäste
Jedes Jahr lädt das Festival Regisseure, Schauspieler und Filmkritiker ein, die ihre Arbeiten präsentieren und an Diskussionsrunden teilnehmen. Renommierte Gäste und Preisträger waren bisher unter anderem Daniel Brühl, Volker Schlöndorff, Werner Herzog, Hanna Schygulla, Alice Schwarzer, Christian Petzold, Devid Striesow, Julia von Heinz, Maren Eggert, Katja von Garnier, Lukas Nathrath, Johannes Naber, Stefan Jäger und Mala Emde.